# Pachycondyla verecundae
Pachycondyla verecundae är en myrart som först beskrevs av Horace Donisthorpe 1943.  Pachycondyla verecundae ingår i släktet Pachycondyla och familjen myror. Inga underarter finns listade i Catalogue of Life.